# Jaan Kirsipuu
Jaan Kirsipuu (ur. 17 lipca 1969 w Tartu) – estoński kolarz szosowy startujący wśród zawodowców w latach 1992–2006, wielokrotny etapowy zwycięzca najważniejszych wyścigów. W 1999 roku przez sześć etapów był liderem największego kolarskiego wyścigu Tour de France. Zwycięzca ośmiu etapów w Tour de Pologne.

## Najważniejsze zwycięstwa
- 1997 - trzy etapy w Tour de Pologne
- 1998 - etap w  Vuelta a España
- 1999 - etap w Tour de France, etap w Tour de Pologne
- 2000 - dwa etapy w Tour de Pologne
- 2001 - etap w Tour de France, Post Danmark Rundt, etap w Wyścigu Pokoju, etap w Tour de Pologne
- 2002 - etap w Tour de France
- 2004 - etap w Tour de France
- 2005 - etap w Tour de Pologne

## Odznaczenia
- Order Estońskiego Czerwonego Krzyża III Klasy – 2003[1]